# Knapper
Knapper is een plaats in de Noorse gemeente Nord-Odal, fylke Innlandet. Knapper telt 225 inwoners (2007) en heeft een oppervlakte van 0,37 km².